# Can Ferreres (Sant Quirze Safaja)
Can Ferreres és el nom d'un petit grup de cases modernes del terme municipal de Sant Quirze Safaja, a la comarca del Moianès.
Estan situades al nord-oest del poble de Sant Quirze Safaja, just a llevant de la resclosa de l'Embassament de Sant Quirze Safaja, al nord-oest dels Camps del Rector. Es troben a banda i banda del camí asfaltat que prové del poble, el Camí del Vilardell.